# 京都市交通局700形電車
京都市交通局700形電車（きょうとしこうつうきょく700がたでんしゃ）は、京都市電（京都市交通局）の路面電車車両。1958年から1962年にかけてナニワ工機（現アルナ車両）などで48両が製造された。

## 登場及び形態
700形は、当時残存していた200形・300形単車を置き換えるために投入され、その後は乗客増に合わせて年間数両単位で増備された。
車体は900形までの京都市電スタイルを継承しつつも、基本設計を担当したナニワ工機が開発した準張殻構造の軽量車体を採用した。浅い屋根と大きなアルミサッシ窓、そして何より700形を特徴づける幅1mの4枚折戸が、明るいクリーム色とライトグリーンの新塗装とあいまって、それまでの重厚な京都市電スタイルとは異なる、軽快で近代的、なおかつ美しい車両に仕立て上げた。車体長は12.3mで、12.8mの900形と11.9mの800形の中間に当たり、青電と呼ばれた600形以来の京都市電スタイルの一つの頂点に達した。
701 - 715と716 - 748で車体構造が微妙に異なっており、前者に比べると後者は正面中央窓に曲面ガラスを採用しているほか、正面窓と側面窓の下部が同一ラインでそろっていて、より優美な印象を与えている。

## 性能
700形は、制御装置の違いによって701 - 723までの直接制御車と、724 - 748の間接制御車の2つに分けられることが多いが、前述の車体構造の違いを加味して3タイプに分類することもある。当時の京都市電は同一形式の中で直接制御車と間接制御車を並行して製造していた。直接制御車については「廃車発生機器の再用」がおこなわれている。この当時、京都市電では単車の200形・300形が新造車両に置き換えられて廃車が進んでいた。
制御器は直接制御車がKR-8、間接自動制御車が900形間接自動制御車と同系の三菱電機製AB制御器であるAB-72-6MDCであるが、主制御器の回路切り替えスイッチ機構が、シーケンスドラム式の900形用と異なり、電動カム軸式に変更されていた。
ブレーキは全車PV-3ブレーキ弁によるSM-3直通ブレーキで、これまで800・900形の間接制御車に採用されてきた、SA-2セルフラップ式ブレーキ弁の採用は見送られている。
台車は日立製作所製KL-11（701～715）、日本車輌製造製NS-13（716～737・744～748）、ナニワ工機NK-24（738～743）の3種で、いずれもホイルベース1400mmで軸バネ式の外釣り式吊り掛け台車であり、主電動機としてSS-60（定格出力45kW≒60馬力）を各台車に1台ずつ装架した。
性能面では、吊り掛け駆動方式ではあるが、軽量車体の恩恵で自重が2t以上軽量化されたため、同じモーター（SS-60）を搭載した900形に比べると加速・高速性能の面で優れ、スペック上では京都市電の中で最高性能を誇った。「京都市電には和製PCCカーが導入されなかった｣とよく言われるが、大阪市電3001形や名古屋市電1900形・2000形のような和製PCCカーの傑作には及ばないにしても、準PCCカーのふれ込みでデビューした横浜市電1500型には決して引けをとらない車両であり、同じ時期に登場し、京都市内で相見えることが多かった、京阪京津線80形同様、隠れた高性能車であったといえる。

## 配属及び運用
700形は、広軌線の全車庫に分散配置され、全路線で運用された。但し、間接制御車は、その制御器の保守上の問題から、先に投入された800・900形間接制御車や後の2000形・2600形同様、全車烏丸車庫に集中配置され、烏丸線・北大路線を中心に、西大路線・河原町線・東山線といった、南北の幹線で主力車として運用された。
その後、昭和40年代に入ってワンマン化が進むと、ワンマン改造された1600形を九条車庫・錦林車庫に、1800形を壬生車庫にそれぞれ集中配置し、余剰となった700形の一部を九条車庫や烏丸車庫に転属させ、ツーマンカーの700形は、ワンマン化未実施の伏見線や京都市電屈指の観光系統である6系統（京都駅前～四条烏丸～烏丸車庫前（現在の北大路バスターミナル）～高野～祇園～東山七条～京都駅前、現在の京都市営地下鉄烏丸線及び京都市バス206系統）に多く投入されるようになった。
路線縮小によって両数を減らした晩年においても、他都市のツーマン車がラッシュ時のみの出動であることが多かったのに比べ、京都市電では労働組合との協定の関係上、車掌の職場確保を目的として昼間もツーマン車を運行していたことから、昼間時にも運用に充当されていた。

## 運用終了
700形の運用終了はあっけないものだった。1970年3月末の伏見線廃止時には大きな影響を受けなかったものの、1972年1月の千本大宮・四条線廃止時には、一挙に間接制御車全車が廃車になってしまい、勢力が半減してしまった。これは保守の面で手間と経費がかかる間接制御車が厄介払いされたこともあるが、何よりもワンマン化されなかったことが700形の死命を制することになった。
1967年に京都市交通局が財政再建団体に転落すると、それまでの600形を2600形に改造したような手の込んだ改造が困難になり、その後のワンマン化改造は1600形や1800形・1900形のような簡易なものとなった。京都市電においては、1600形のような前後ドア式のワンマンカーは、同方式を採用した横浜市電や岡山電気軌道・西日本鉄道北九州線・福岡市内線などと異なり、乗務員から「後方監視が困難」として嫌われてしまったことから、後の1800形や1900形では中央部にドアを移設する改造を行い、両形式は前中ドア式のワンマンカーになった。製造年度の新しい700形がこのような改造を受けても決しておかしくないのだが、側板にも強度負担をさせる準張殻構造車体であるがゆえに、前中式への改造で後部扉を移設した場合、車体強度維持に問題が生じることが判明したため、ワンマン改造は実施不能であった。
このため、その後も700形はツーマンカーのまま路線短縮に合わせて数両単位で廃車され、1974年3月末の烏丸線（七条烏丸～烏丸車庫間）廃止時に、他のツーマンカー同様、残存全車が廃車されて形式消滅した。最終竣工車である741～746は1962年10月竣工であるから、寿命10年未満、もっとも長寿なグループでも約16年、と極めて短命な形式であった。

## 保存車輌など
他の事業者への譲渡車両はないが、搭載していたモーターは1800形に換装されて出力向上に寄与したほか、Z型パンタグラフは京福電気鉄道嵐山本線に譲渡され、ポール集電だった同線のパンタグラフ化に貢献した。また、自治会の集会所や小学校·幼稚園などに譲渡された車両もあるが、その残存両数は多くない。交通局自身は703号を保存車として保管し、2014年3月8日に梅小路公園の「市電ひろば」が開設されたのにあわせて同所で保存展示している。
なお、壬生（京都市中京区）にある京都市交通局の本館入口には、700形の大型模型が、トロリーバスの300形や地下鉄烏丸線10系電車などの模型と並んで展示されている。
- 703 - 梅小路公園（京都市下京区観喜寺町）。以前は地下鉄北大路工場の保存館で時折公開していた。その後再開発で移動し、非公開で保管されていた。
- 705 - 精華聖マリア幼稚園（京都府相楽郡精華町南稲八妻）
- 710 - かつて大阪市茨木市生保の諏訪神社境内にあった[3]。2006年11月時点で現存せず。安威川ダム建設のため撤去。
- 720 - 塚本町児童公園（京都市左京区一乗寺塚本町）
- 726 - 亀岡市立安詳小学校（京都府亀岡市篠）　落書き電車となっているが、一部に塗色が残っている。

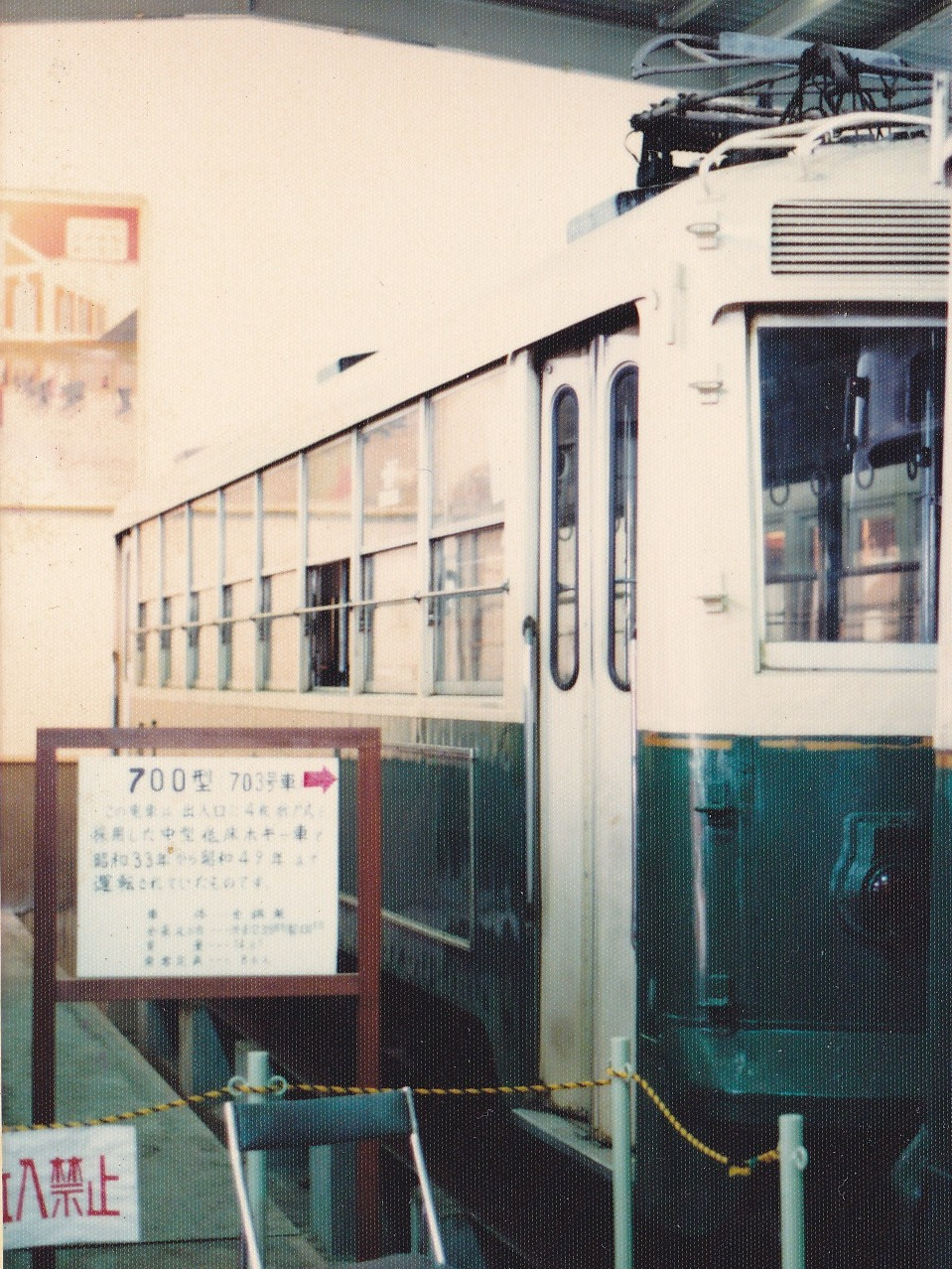
旧烏丸車庫で保存時代の703号車（1982年6月1日撮影）
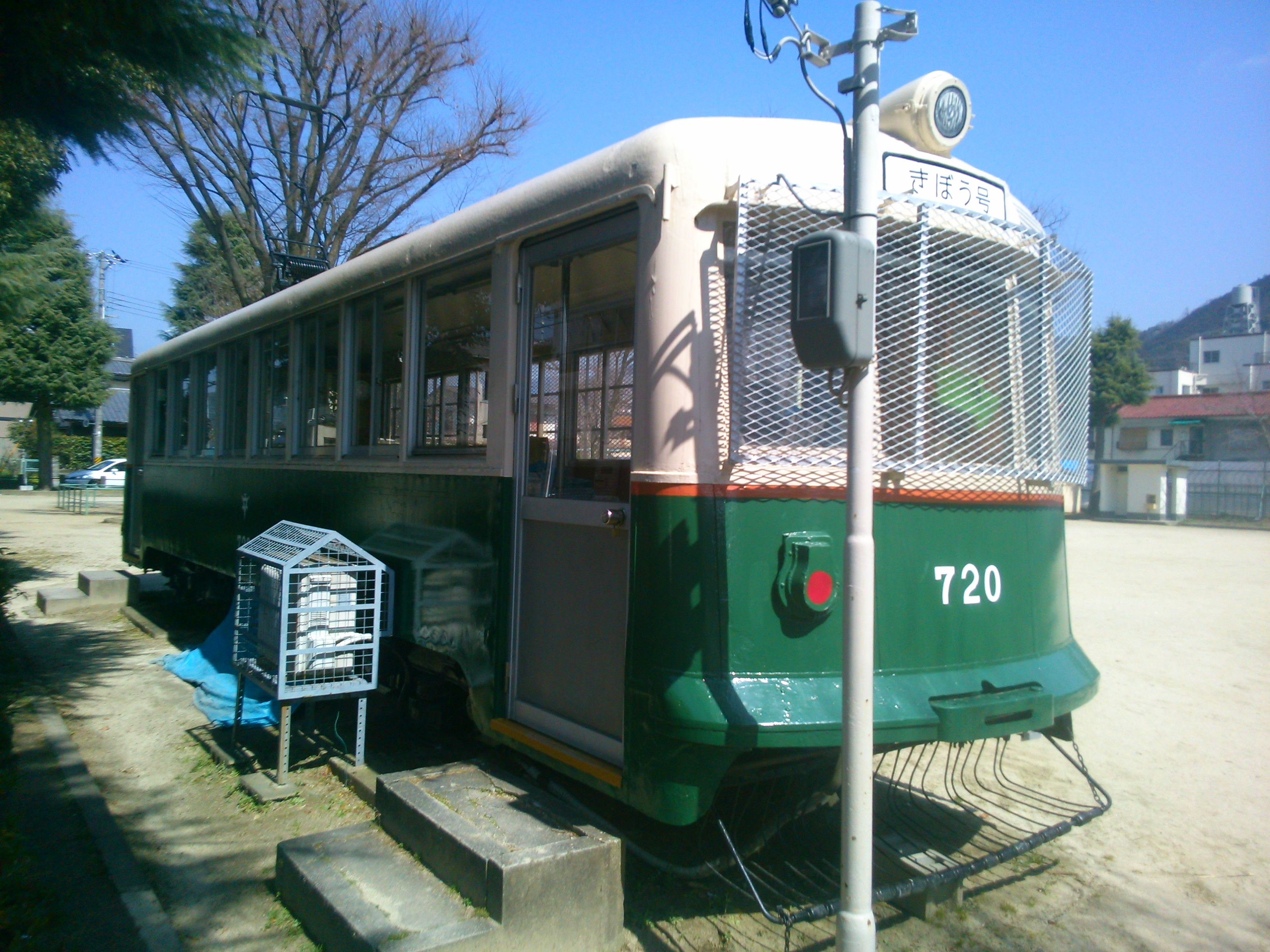
京都市左京区塚本児童公園の物置になっている720（2015年3月）
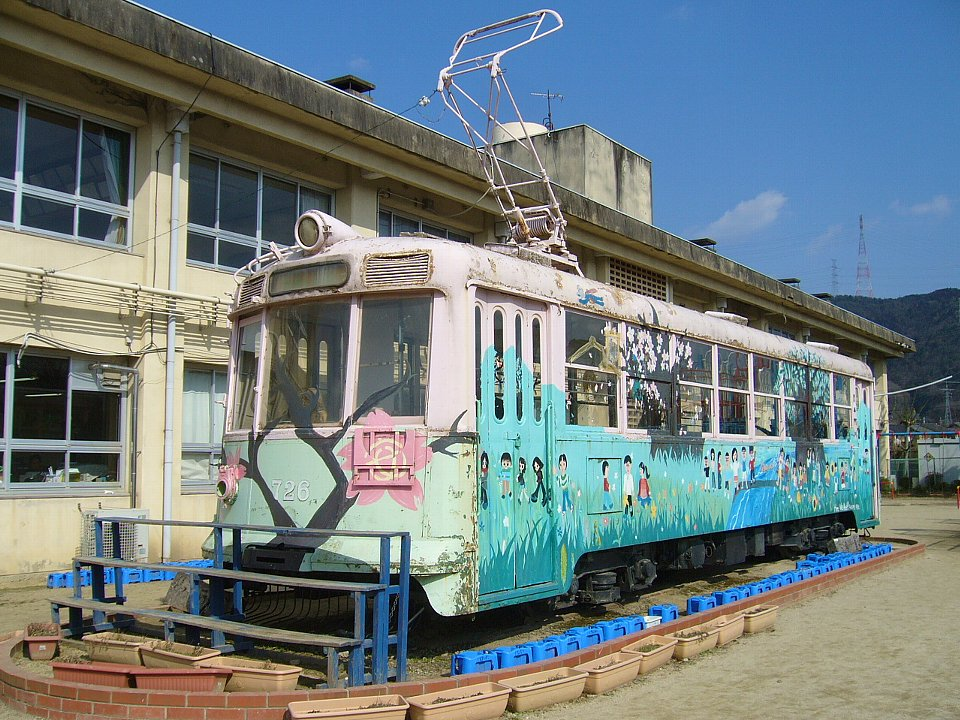
亀岡市立安詳小学校に保存された726（2007年2月） ※許可を得て撮影

交通局が1997年から市バスの「チンチンバス」に導入したクリームと緑の塗装の車両は、この700形をイメージしたものとされていた。しかし、運行系統の変更等により現在は塗装が変更されている。